# Vapenrock m/1779

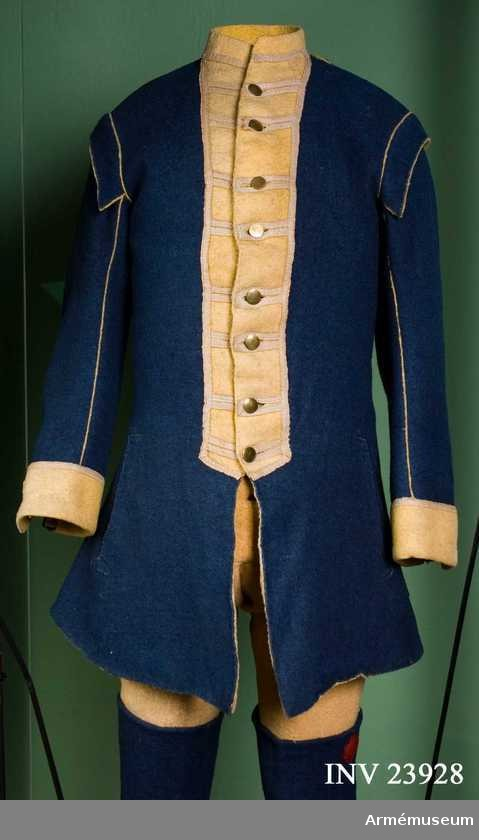
Vapenrock m/1779 för manskap vid Södermanlands regemente.

Vapenrock m/1779 var en vapenrock som användes inom Krigsmakten. Den ingår som en del i uniform m/1779.

## Utseende
Denna vapenrock är baserad på den Nationella dräkten som Gustav III införde 1778. Den är i olika färg beroende på regemente, även om flertalet är av mörkblått kläde. Utöver detta har olika regementen olika färger på kragar, manschetter samt i vissa fall passpoaler. Vapenrocken har oftast en enradig knapprad om 8 knappar. För officerare är dessa knappar regementets egna.

## Användning
Hela Krigsmakten kom att omfattas av uniformsändringarna 1779. De enda som inte omfattades var de utländska värvade regementena, som fortfarande bar uniformer av kontinentalt snitt. Till vapenrocken hörde; halsduk, hatt, sultan, byxor, stövlar eller kängor, strumpor, patronkök, bantlär samt gehäng.

## Fotografier

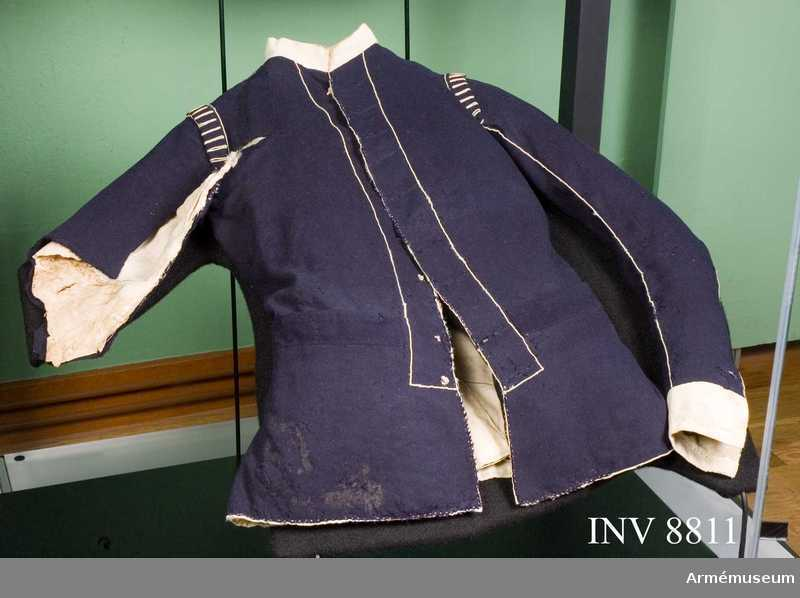
Vapenrock m/1779 för Dalregementet, som Gustaf Wachtmeister bar under slaget vid Valkeala. Man kan fortfarande se blodspår på högerarmens foder samt att man klippt upp jackan under slaget för att kunna förbinda Wachtmeister.

### Webbkällor
1. ↑  http://www.gustavianer.com/index.php?option=com_content&task=view&id=113&Itemid=91 Westgiöta Gustavianer
2. ↑  http://www.digitaltmuseum.se/things/jacka-m1779/S-AM/AM.023928?query=M1779&rows=24&sort_by=&page=1&type_filter=Thing&js=1&search_context=1&count=60&pos=11 Digitaltmuseum